# Berasdhoo
Berasdhoo är obebodd ö i Laamu Atoll i Maldiverna. Det finns broförbindelse med grannön Mahakanfushi.
Tillsammans med grannön Gan är den en av platserna där filmen Rogue One: A Star Wars Story spelades in.